# The Grit of the Girl Telegrapher
The Grit of the Girl Telegrapher è un cortometraggio muto del 1912 diretto da J.P. McGowan che appare anche tra gli interpreti del film in un ruolo minore.

## Produzione
Il film fu prodotto dalla Kalem Company.

## Distribuzione
Distribuito dalla General Film Company, il film uscì nelle sale cinematografiche degli Stati Uniti il 21 settembre 1912. Nel 1914, ne venne curata una riedizione.